# میرو چرار
میرو سرار (انگلیسی: Miro Cerar؛ زادهٔ ۲۵ اوت ۱۹۶۳) یک سیاست‌مدار و وکیل اهل اسلوونی و نخست‌وزیر کنونی این کشور است.
وی در پی قدرت‌گرفتن حزبش در پارلمان اسلوونی در سال ۲۰۱۴ به این سمت رسید.